# Ouragan sur le Caine : Le Procès
Pour plus de détails, voir Fiche technique et Distribution.
Ouragan sur le Caine : Le Procès (The Caine Mutiny Court-Martial) est un téléfilm américain réalisé par Robert Altman, sorti en 1988.

## Synopsis
Le lieutenant Stephen Maryk a fomenté une mutinerie contre son commandant le lieutenant commander Philip Francis Queeg alors que le navire USS Caine était pris dans un typhon. Pour son procès militaire, il est défendu par le lieutenant Barney Greenwald.

## Fiche technique
- Titre : Ouragan sur le Caine : Le Procès
- Titre original : The Caine Mutiny Court-Martial
- Réalisation : Robert Altman
- Scénario : Herman Wouk d'après sa pièce de théâtre du même nom, elle-même basée sur son Ouragan sur le Caine
- Photographie : Jacek Laskus
- Montage : Dorian Harris
- Production : Robert Altman et John Flaxman
- Société de production : The Maltese Companies, Wouk / Ware Productions, Sandcastle 5 Productions et Columbia Pictures Television
- Pays :  États-Unis
- Genre : Drame et film de procès
- Durée : 100 minutes
- Première diffusion : 
  -  États-Unis : 8 mai 1988

## Distribution
- Eric Bogosian : le lieutenant Barney Greenwald
- Jeff Daniels : le lieutenant Stephen Maryk
- Brad Davis : le lieutenant commander Phillip Francis Queeg
- Peter Gallagher : le lieutenant commander John Challee
- Michael Murphy : le capitaine Blakely
- Kevin J. O'Connor : le lieutenant Thomas Keefer
- Daniel Jenkins : le lieutenant  Willis Seward Keith
- Danny Darst : le capitaine Randolph Southard
- Laurence Ballard : Dr. Forrest Lundeen
- Ken Michels : Dr. Bird

## Distinctions
Le film a été nommé pour l'American Society of Cinematographers Award de la meilleure photographie pour un téléfilm de la semaine ou un pilote.